# Qin Er Shi
Qin Er Shi   (Districte Qindu, 230 aC (<221 aC) - Districte Qindu, octubre 207 aC) literalment Segon Emperador de la Dinastia Qin, nom personal Huhai, va ser emperador de la Dinastia Qin en la Xina del 210 aC fins al 207 aC. El nom de Qin Er Shi en xinès tradicional: 秦二世, xinès simplificat: 秦二世, pinyin: Qín Èr Shì

## Nom
El pare de Huhai el Primer Emperador va nàixer en l'Estat de Zhao quan el seu pare era un ostatge. Per tant, Huhai també va adoptar Zhao com el seu nom de clan. El nom Huhai (胡亥) no apareix als Registres del Gran Historiador, ja siga amb el nom Zhào (趙) o Qín (秦). Encara que 秦二世 apareix moltes vegades en els capítols 6 i 7. La casa reial de Qin no portava la pràctica de la classe dirigent de la Dinastia Zhou, de manera que el Primer Emperador no té un nom de temple.

## Ascensió al tron: Conspiració del Segon Emperador
El Primer Emperador Qin Shi Huang va morir durant una de les seves sortides per la Xina Oriental, el 10 de setembre del 210 aC (calendari julià) al palau de la prefectura Shaqiu (沙丘平台), prop de dos mesos de distància per carretera des de la capital Xianyang. Finalment, després de dos mesos, Li Si i la cort imperial estaven de tornada a Xianyang, on la notícia de la mort de l'emperador va ser anunciada. Després de la seva mort, se suposava que el fill major Fusu seria el següent emperador.
Li Si i el cap eunuc Zhao Gao van conspirar per matar a Fusu perquè el general favorit de Fusu era Meng Tian, i no els agradava. Tenien por que si Fusu era entronitzat, ells podrien perdre el seu poder. Així que Li Si i Zhao Gao forjaren una carta falsa de Qin Shi Huang on deia que tant Fusu com el General Meng havien suïcidar-se. El pla va funcionar, i el fill menor Huhai es convertí en el Segon Emperador més tard conegut com a Qin Er Shi (秦二世).

## Segon Emperador de la Dinastia Qin

### Emperador titella
En el primer any del regnat del 210 aC, Huhai es va ser fet el Segon Emperador de Qin a l'edat dels 21 anys. Va dependre molt de l'eunuc Zhao Gao, tant és així que l'eunuc va actuar com un emperador a l'ombra. Després d'una de les excursions, Zhao Gao el suggerí d'examinar als governadors i comandants militars i castigar a aquells culpables d'algun delicte. D'aquesta manera ell podria desfer-se d'eixos que desaprovaven les accions de l'emperador. Sis prínceps imperials van ser assassinats a Tu (杜). L'emperador llavors va anar encara més lluny, castigant a persones per delictes menors. El germà de l'emperador, Jianglu (將閭), i dos altres germans van ser empresonats. Un missatger va ser enviat llavors a llegir-los la sentència de mort. Jianglu va mirar cap als cels, i va exclamar en veu alta tres vegades que ell no havia comès cap delicte (天乎！吾無罪！). Els tres germans ploraven, i van treure les seves pròpies espases per cometre suïcidi. Zhao Gao va dir que el Segon Emperador era jove, i que com el Fill del Cel, la seva pròpia veu mai hauria de ser escoltada i la seva cara no havia de ser mostrada. En conseqüència, l'emperador va romandre en l'interior dels palaus, i consultava les qüestions només amb Zhao Gao. A causa d'això, els alts ministres poques vegades tenien l'oportunitat de veure l'emperador a la cort.

### Revoltes
Bandits i bandolers van créixer en gran nombre des de diferents direccions per atacar els Qin. Líders militars com Chen Sheng deslegitimaven el govern de Qin Er Shi al·legant que Fusu hauria d'haver estat fet el governant de Qin en el seu lloc. Un dels immediats intents de revolta va ser en la Rebel·lió de Chen Sheng i Wu Guang del 209 aC. Es van revoltar al territori que era originalment l'Estat de Chu, al·legant que estaven restaurant la grandesa de Chu.
En general Qin Er Shi no va ser capaç de bregar amb els rebels a tot arreu del país. No era tan capaç com el seu pare i moltes revoltes contra ell ràpidament esclataren. El seu regnat va ser una època d'agitació social extrema, i tot pel que havia treballat el Primer emperador s'ensorrà en un breu termini de temps.